# Aston Martin V8 Vantage S
De Aston Martin V8 Vantage S is de sportieve uitvoering van de V8 Vantage van het Britse automerk Aston Martin. De V8 Vantage S werd voor het eerst aan het publiek getoond in 2011, op de autosalon van Genève. De auto is er ook als cabriolet, deze heet V8 Vantage S Roadster.

## Positionering
De S-versie van de V8 Vantage zou gepositioneerd kunnen worden tussen de standaard V8 Vantage en de V12 Vantage. De V8 Vantage S heeft natuurlijk meer van de V8 Vantage, omdat er natuurlijk een V8-motor onder de kap ligt, en niet een V12. Qua specificaties komt de prestaties V8 wel redelijk dicht in de buurt bij de V12, de auto's hebben beiden dezelfde topsnelheid, en de V12 sprint slechts 0,3 seconden sneller van 0 naar 100 km/u, en dat terwijl de twaalfcilinder veel meer vermogen levert. De reden van de goede prestaties van de Vantage S ligt bij de massa, de auto is namelijk veel lichter.

## Specificaties
In vergelijking tot de V8 Vantage is het vermogen gestegen met 16 pk, van 420 naar 436. Het koppel is met 20 newtonmeter gestegen, het bedroeg eerst 470 Nm, maar nu 490 Nm. De krachtige V8 is gekoppeld aan een nieuwe zeventraps-Sportshift-transmissie met korte overbrengingen die het vermogen richting de - breder dan normale - achterwielen stuurt. Druk het sportknopje in, en de schakeltijden zijn nog korter en het gaspedaal reageert nog feller. Het onderstel is geheel aan de hogere prestaties aangepast, met o.a. grotere remmen. Ook zijn de bumpers veranderd, en zitten er 19-inchvelgen onder de auto.